# Oltacloea mutilata
Oltacloea mutilata is een spinnensoort in de taxonomische indeling van de Prodidomidae.
Het dier behoort tot het geslacht Oltacloea. De wetenschappelijke naam van de soort werd voor het eerst geldig gepubliceerd in 1940 door Cândido Firmino de Mello-Leitão.